# Hochrhöner

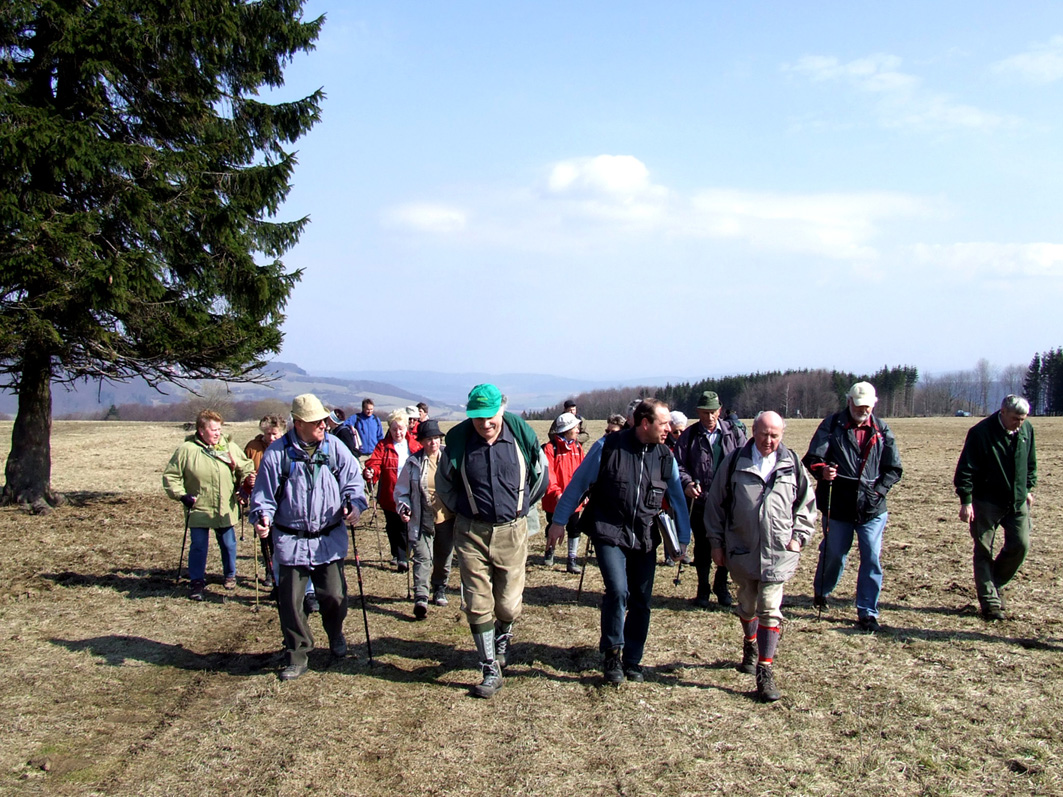
Wandergruppe auf dem Hochrhöner

Der Hochrhöner ist ein Fernwanderweg, der sich 175 km durch das Herz Deutschlands über die Ländergrenzen von Bayern, Hessen und Thüringen hinweg erstreckt. Er führt von Bad Kissingen bis nach Bad Salzungen. 150 km davon verlaufen im Biosphärenreservat Rhön. Das Deutsche Wanderinstitut hat den Hochrhöner als Premiumwanderweg ausgezeichnet. Der Weg gehörte von 2009 bis August 2018 zur Marketing-Kooperative Top Trails of Germany.
Der Hochrhöner führt über die höchsten Erhebungen der Rhön, wie Wasserkuppe, Kreuzberg, Heidelstein und Ellenbogen. Er berührt Höhepunkte kultureller Art wie den weltbekannten Kurort Bad Kissingen, das Franziskanerkloster auf dem Kreuzberg mit seiner alten Brautradition, das Zentrum des Segelflugs auf der Wasserkuppe, den Felsrücken der Milseburg und Bad Salzungen mit seinen Fachwerk-Gradierbauten.

## Verlauf des Hochrhöners

### Hauptweg
Bad Kissingen – Saaleauen – Kaskadental – Wildpark Klaushof – Stralsbach – Frauenroth – Premich – Langenleiten – Kloster Kreuzberg – Arnsberg – Oberweißenbrunn – Himmeldunkberg – Schwedenwall – Rotes Moor
Dort teilt sich der Hochrhöner in die östlich verlaufende Route Lange Rhön und in die westliche Route Kuppenrhön. In Andenhausen treffen die beiden Routen wieder aufeinander. Ab dort verläuft der Hochrhöner weiter über Gläserberg, Ibengarten, Bernshäuser Kutte, Pleß, Kleine Pleßspitze, Langenfeld nach Bad Salzungen.

### Route Kuppenrhön
Rotes Moor – Fuldaquelle – Wasserkuppe – Fliegerdenkmal – Abtsroda – Enzianhütte – Milseburg – Langenberg – Gotthards – Habel – Tann – Horbel - Andenhausen

### Route Lange Rhön
Rotes Moor – Heidelstein – Schwarzes Moor – Frankenheim/Rhön – Ellenbogen (Rhön) – Eisenacher Haus – Kaltenwestheim – Mittelsdorf – Oberhalb des Rhönstädtchens Kaltennordheim – Hexenlinde bei Klings – Horbel – Andenhausen
In Andenhausen treffen die Route Lange Rhön und die Route Kuppenrhön wieder aufeinander und werden wieder zum Hauptweg Hochrhöner.

## Extratouren

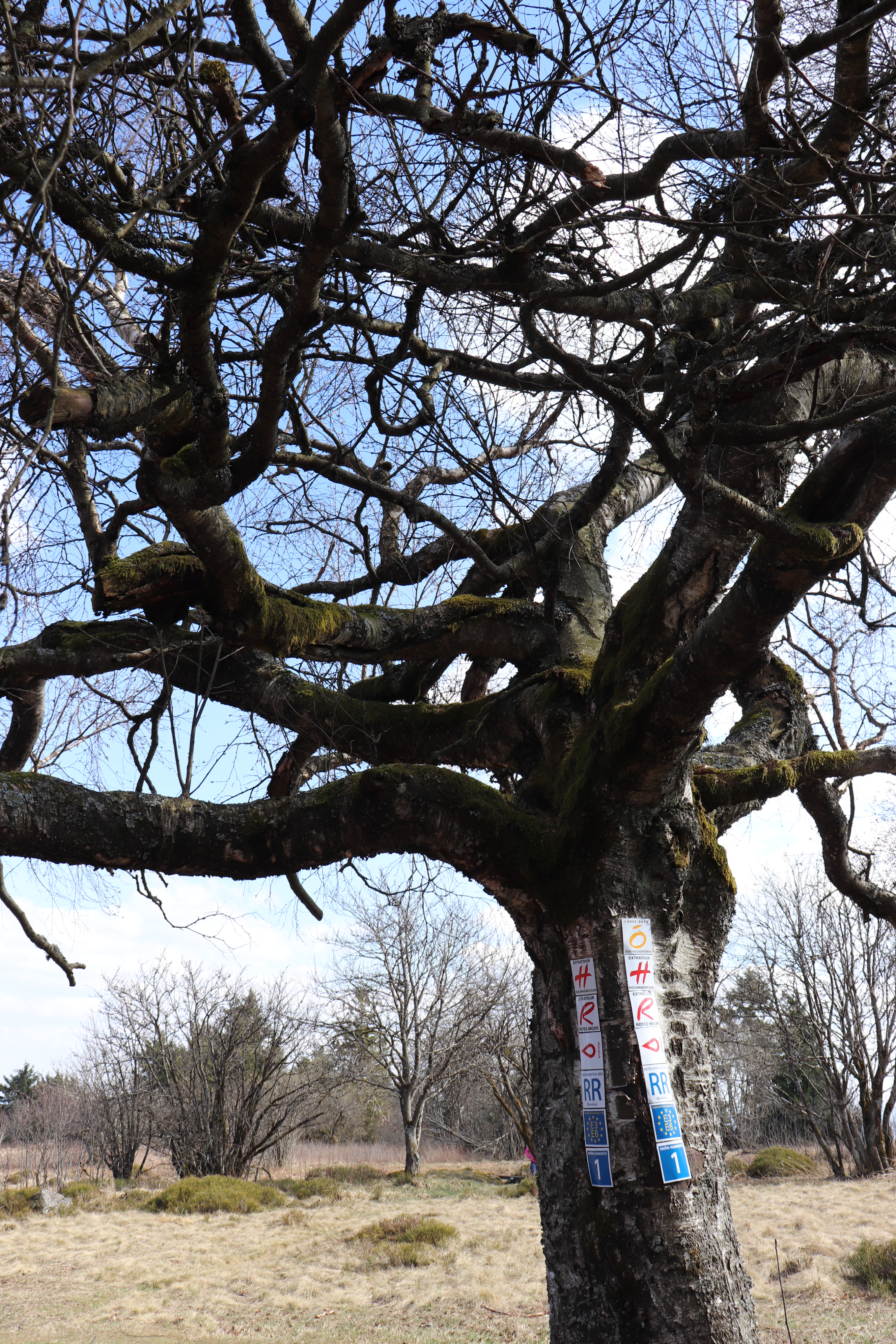
Hochrhön Baummarkierung

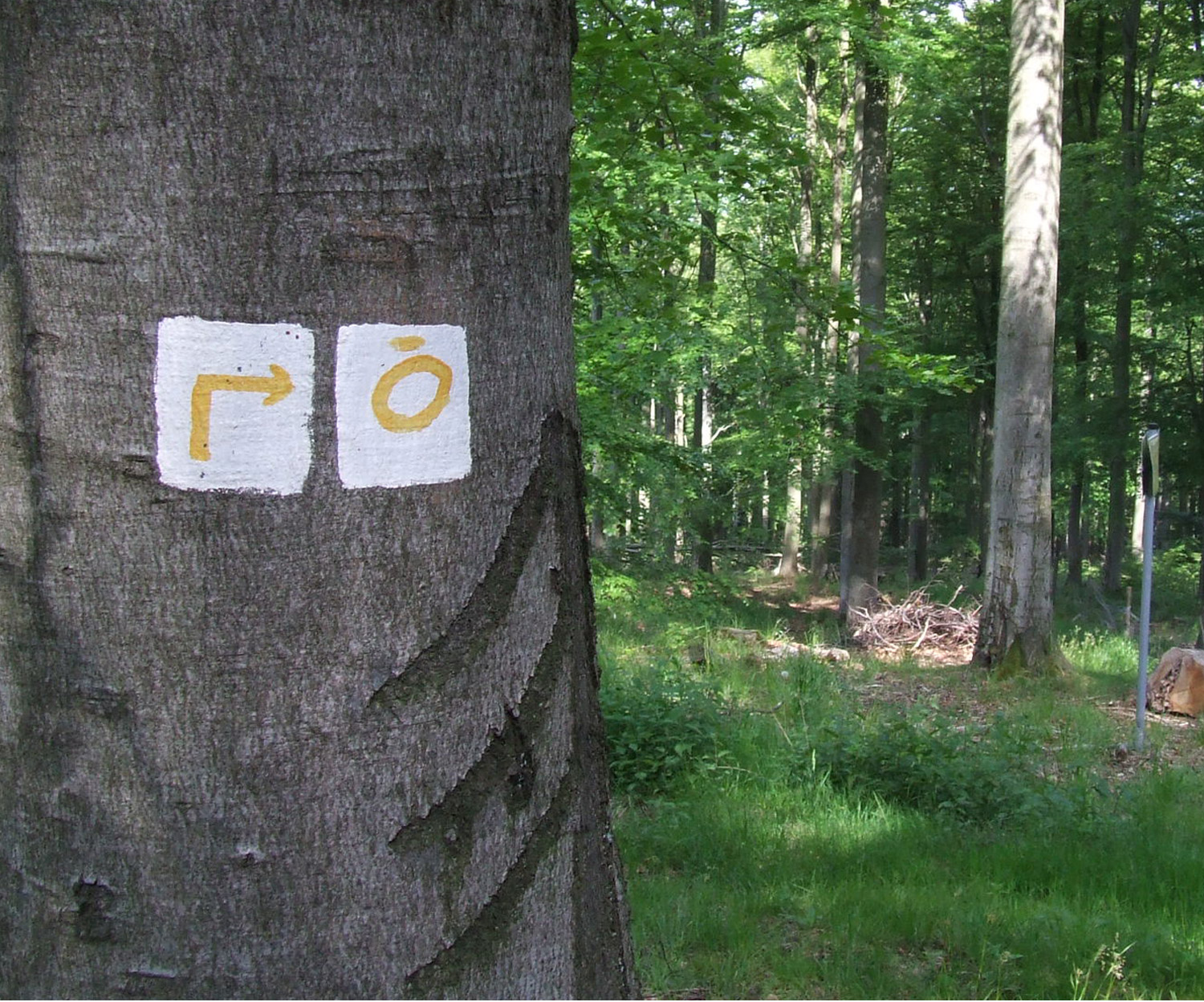
Markierung des Hochrhöners

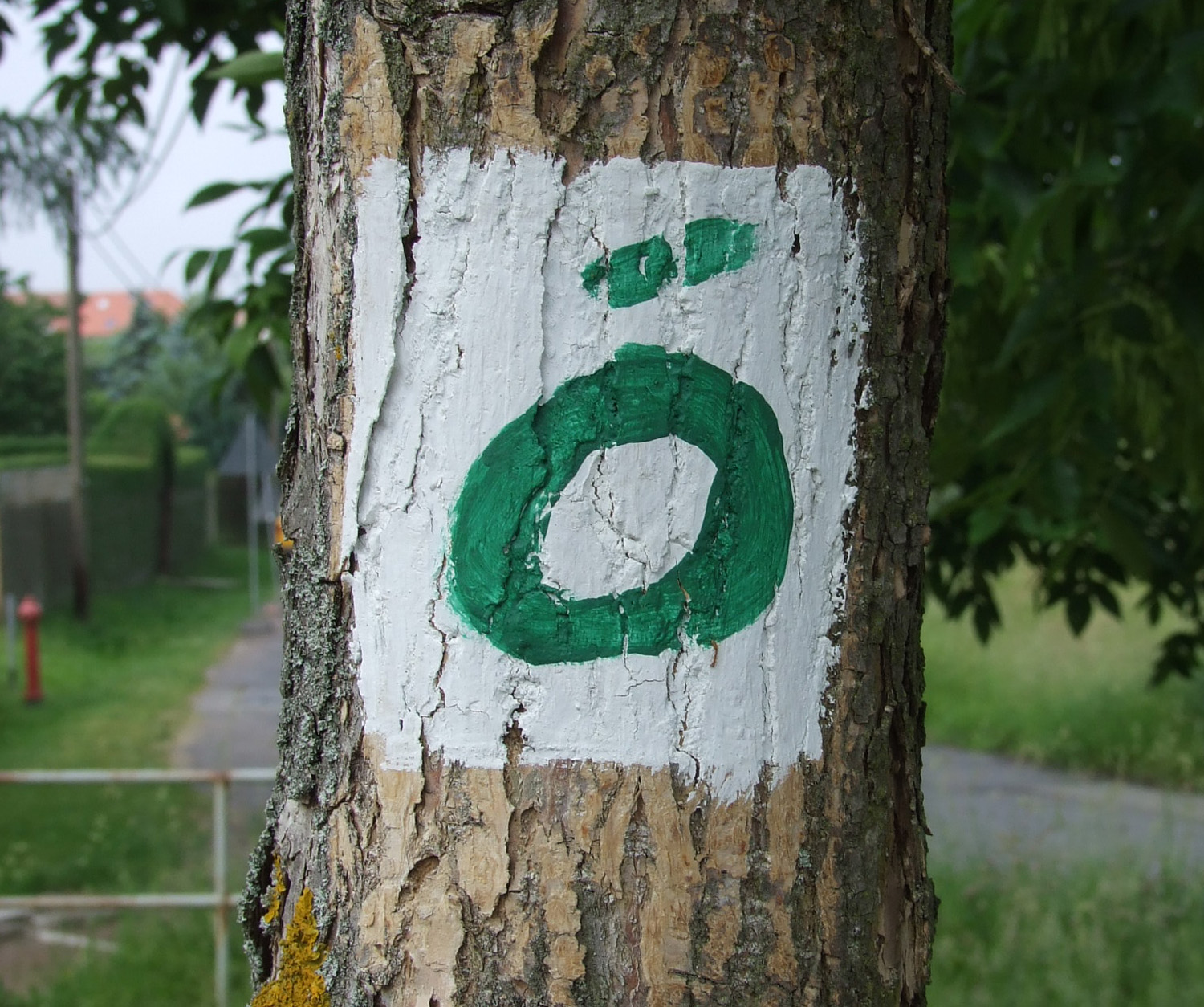
Markierung der Zubringer zum Hochrhöner

Zusätzlich entstanden bisher 27 Extratouren, die den Qualitätskriterien des Hochrhöners entsprechen. Ausgangspunkt dieser Rundtouren ist  jeweils ein Etappenziel des Hochrhöners oder seiner Zubringer-Routen. Markiert sind sie in der Regel mit dem Anfangsbuchstaben ihres Namens in rot („B“ beim Basaltweg)
- Basaltweg
- Ehrenberger
- Gebaweg
- Gersfeld
- Guckaisee
- Haubentour
- Hilderser
- Hochrhöntour
- Hüttentour
- Kegelspiel
- Keltenpfad
- Königsweg
- Kreuzbergtour
- Kuppenweg
- Meininger
- Michelsberg
- Milseburg
- Mottener
- Mühlentour
- Museumstour
- Tour de Natur
- Ostheimer
- Point-Alpha-Weg
- Rotes Moor
- Thulbataler
- Vorderrhönweg
- Wacholderheide (südlich Münnerstadt)

## Kennzeichnung
Der Hochrhöner ist mit einem orangefarbenen Ö auf weißem Grund dargestellt. Aus den anliegenden Gemeinden zum Hochrhöner führende Zubringer sind mit einem grünen Ö auf weißem Grund markiert.